# Ай-Ханум
Ай-Ханум (([aɪ ˈhɑːnjuːm], що має значення Пані Місяць; узб. Oyxonim) Александрія Оксіанська) —  місце археологічних розкопок елліністичного міста в провінції Тахар, Афганістан. 
Місто, оригінальна назва якого невідома, 
, 
ймовірно, було засноване раннім правителем імперії Селевкідів і служило військовим та економічним центром для правителів Греко-Бактрійського царства до його знищення біля 145 по Р.Х. 
Знову відкриті в 1961 році руїни міста розкопувала французька група археологів до початку конфлікту в Афганістані наприкінці 1970-х років.
Місто, ймовірно, було засноване між 300 і 285 роками до Р. Х. чиновником, що діяв за наказом Селевка I Нікатара або його сина Антіоха I Сотера, перших двох правителів династії Селевкідів . 
Існує ймовірність, що це місце було відомо ранній імперії Ахеменідів, що спорудила невеликий форт неподалік. 
Спочатку вважалося, що Ай-Ханум був заснований Александром Македонським, можливо, як Александрія Оксіанська, але зараз ця теорія вважається малоймовірною. 
Розташоване в місці злиття річок Амудар'я (вона ж Окс) і Кокча, оточене добре зрошуваними сільськогосподарськими угіддями, саме місто було поділено між нижнім містом і 60-метровим акрополем. 
Хоча Ай-Ханум не був розташований на головному торговому шляху, він контролював доступ як до видобутку в Гіндукуші, так і до стратегічно важливих пунктів. 
Великі укріплення, що постійно підтримувалися та вдосконалювалися, оточували місто.
Ай-Ханум, населення якого спочатку, можливо, зросло через царський патронат та наявності в місті монетного двору, втратив певну важливість через відокремлення греко-бактрійців під оруодою Діодота I ( близько  250  р. до Р. Х.). 
Програми будівництва Селевкідів були припинені, і місто, ймовірно, стало переважно військовим; це могло бути зоною конфлікту під час вторгнення Антіоха III (209 — 205  рр. до Р. Х.). Ай-Ханум знову почав зростати за Євтидема I та його наступника Деметрія I, який почав затверджувати контроль над північно-західною частиною Індійського субконтиненту. 
Багато з нинішніх руїн датуються часами Евкратіда I, який суттєво перебудував місто та, можливо, перейменував його на свою честь на Евкратіду. 
Незабаром після його смерті близько 145  р. до Р. Х. Греко-Бактрійське царство розпалося — Ай-Ханум був захоплений сакськими загарбниками і був загалом покинутий, хоча остаточно населення залишило його 2 століття по Р.Х.. 
Елліністична культура в регіоні збереглася довше лише в Індо-грецьких царствах.
Під час полювання в 1961 році король Афганістану Мухаммед Захір Шах заново відкрив місто. 
Археологічна делегація, очолювана Полем Бернаром, розкопала залишки величезного палацу в нижньому місті разом із великим спортивним залом, театром, здатним вмістити 6000 глядачів, арсеналом і двома святилищами. 
Було знайдено кілька написів, а також монети, артефакти та кераміку. 
Початок радянсько-афганської війни наприкінці 1970-х років призупинив розкопки, і під час наступних конфліктів в Афганістані сайт був значно розграбований.